# Inositol pentaphosphate
L’inositol pentaphosphate, souvent abrégé IP5, est un messager secondaire impliqué dans un grand nombre de mécanismes biologiques et physiopathologiques tels que la cancérogenèse et les métastases. Il est issu de la phosphorylation de l'inositol tétraphosphate par l'inositol polyphosphate multikinase (IPMK), enzyme dont l'inhibition peut s'avérer efficace comme traitement contre certains cancers.
L'IP5 joue également un rôle dans la signalisation défensive des plantes, peut-être en interagissant avec les récepteurs des jasmonates,.